# Annapurna III
Die Annapurna III (nepali: अन्नपूर्ण Annapūrṇa) ist ein Siebentausender im Himalaya in Nepal. Mit 7555 m ist die Annapurna III der 42. höchste Berg der Erde.

## Name
Annapurna ist ein Doppelwort aus dem Sanskrit. Der Name ist eine andere Bezeichnung der Göttin Parvati („die Bergestochter“)  – in verschiedenen Mythologien auch identisch mit den Göttinnen Durga („die Unzugängliche“) und Kali („die Schwarze“). Der Name des Berges setzt sich zusammen aus anna („Nahrung“) und purna („erfüllt von“). Annapurna ist somit „die Nahrung spendende Göttin“ oder „die Göttin der Fülle“. Der Name ist auch im Deutschen ein Femininum.

## Lage und Topografie
Die Annapurna III ist der dritthöchste Berg im Annapurna Himal. Dieses Gebirgsmassiv erstreckt sich in west-östliche Richtung und besteht aus mehreren eigenständigen Bergen. Die Annapurna III ist ein zentraler Gipfel in dem von Westen herführenden Hauptkamm der Annapurna I (8091 m). In nordwestlicher Richtung befindet sich in unmittelbarer Nachbarschaft durch eine 6892 m hohe Scharte getrennt die Gangapurna (7455 m). Weiter in östlicher Richtung folgen Annapurna IV und Annapurna II. An den Südgrat der Annapurna III schließt sich der 6997 m hohe Machapucharé an.

## Erstbesteigung
Die Erstbesteigung der Annapurna III gelang im Rahmen einer indischen Armee-Expedition unter der Führung von Capt. Mohan Singh Kohli. Nach einem erfolglosen, ersten indischen Versuch, den Mount Everest zu besteigen, entschied sich die Indian Mountaineering Foundation, im Jahr 1961 drei Expeditionen zu unterstützen. Ein Ziel dieser Expeditionen war, den unbestiegenen, 7555 m hohen Gipfel der Annapurna III von Manang über die Nordostwand zu ersteigen. Am 6. Mai 1961 konnte eine Seilschaft um  Mohan Singh Kohli, Sonam Gyatso, und Sonam Girmi am Gipfel der Annapurna III stehen.
1970 bestieg eine japanische Expedition die Annapurna III. Zum ersten Mal konnte ein reines Frauenteam einen hohen Gipfel erreichen.